# Reiterjoch
Das Reiterjoch, italienisch Passo di Pampeago oder Passo delle Pale, ist ein 1983 Meter hoher Gebirgspass zwischen den Dolomiten und den Fleimstaler Alpen. Die Passhöhe befindet sich in der Gemeinde Deutschnofen in Südtirol, wenige Meter von der Grenze zum Trentino entfernt.
Das Reiterjoch liegt zwischen Obereggen in Südtirol und Stava bei Tesero im Trentino. Der Pass verbindet damit das Eggental mit dem Fleimstal. Im Osten des Reiterjochs liegt die zu den Dolomiten gehörende Latemargruppe, westlich der 2492 m hohe, in den Fleimstaler Alpen gelegene Zanggen (Pala di Santa). Der Name selbst begegnet erstmals in einer Tiroler landesfürstlichen Waldbeschreibung von 1558 in der Form „Reyter gmain wald“.
Die seit 2012 durchwegs asphaltierte Straße über den Pass ist für den motorisierten Verkehr gesperrt. Parallel zum Reiterjoch verläuft nur wenige Kilometer westlich das für den Pkw-Verkehr geöffnete Lavazèjoch (1808 m s.l.m.).
Das ursprünglich almwirtschaftlich genutzte Gebiet um das Reiterjoch ist inzwischen durch das Wintersportgebiet Ski Center Latemar erschlossen. Eine Etappe des Radrennens Giro d’Italia, die auch durch Tesero verläuft, führte über das Reiterjoch.